# Ruleta americana (película)
Ruleta americana (título original: American Roulette) es una película británica de suspenso de 1988, dirigida por Maurice Hatton, que a su vez la escribió, la poesía que aparece es parte de la obra de Pablo Neruda, fue musicalizada por Michael Gibbs, en la fotografía estuvo Tony Imi y los protagonistas son Andy Garcia, Kitty Aldridge y Guy Bertrand, entre otros. El filme fue realizado por British Screen Productions, Channel Four Films y Mandemar Group; se estrenó el 19 de mayo de 1988.

## Sinopsis
Carlos Quintas, el presidente electo democráticamente de una nación de Sudamérica no identificada, ha sido destituido por un golpe de Estado. Se encuentra en Londres, obteniendo apoyo internacional. Además, es un gran poeta, está enamorado de Kate, su ayudante. Tiene a varios enemigos tras él, algunos podrían ser de la KGB o la CIA.